# تورشل، استان وارمیان مازوریان
تورشل، استان وارمیان مازوریان (به لاتین: Turośl, Warmian-Masurian Voivodeship) یک منطقهٔ مسکونی در لهستان است که در Gmina Pisz واقع شده‌است.